# IV. Orbán pápa
IV. Orbán (Troyes, 1195 körül – Perugia, 1264. október 2.) uralkodói néven lépett fel a katolikus egyház trónjára a történelem 182. pápája. Orbán pontifikátusa ugyan nem tartozik az egyház történetének leghosszabb periódusai közé, mégis a korabeli krónikák elismerően nyilatkoznak a pápa uralkodásáról. A IX. Gergely pápa utáni egyházfők keze közül nagyrészt kisiklottak a dolgok. Az egyre nagyobb rendezetlenség és fejetlenség nemcsak Itáliára és a Német-római Birodalomra kezdett rátelepedni, hanem az egyházra és a Pápai Államra is. Orbán ügyes politikája és diplomáciai lépései végül helyre zökkentették a klérust. Uralkodásáról a legtöbb feljegyzés úgy emlékezik meg, hogy korának egyetlen egyházfője volt, aki a pápaság üzleti ügyeinek elsőrangú intézése mellett megőrizte hitelességét a Szentszék élén. Az egyháztörténészek szerint, ha a sors hosszabb életet, ezáltal hosszabb pontifikátust biztosít számára, akkor Orbán a pápaság történetének egyik legnehezebb időszakában az egyik legnagyobb hatású uralkodó lehetett volna.

## Élete a szent hivatal előtt
Jacques Pantaléon néven született 1195 körül a franciaországi Troyes városában. Apja a fennmaradt források szerint suszter volt, így az egyházfői trónon nemcsak az itáliai származású pápák sora tört meg, hanem a nemesi rangot is birtokló egyházfőké is. A kétkezi munkából élő család a birtokok felaprózódása miatt döntött úgy, hogy gyermekét az egyház szolgálatába bocsátja. Jacques igen kitűnő eredménnyel végezte iskoláit, és hamarosan Laon városának kanonokja lett, később Liège főesperesévé választották. 1245-ben részt vett az első lyoni zsinaton, ahol felkeltette IV. Ince pápa érdeklődését, és egyik vitája után Ince követei meghívták a pápai udvarba. Két év múltán Jacques Németországba utazott a pápa követeként. Itt legfőbb feladata az volt, hogy megerősítse Sziléziában az egyházi fegyelmet, és hogy elsimítsa a porosz hűbéresek és a Német Lovagrend közötti vitát. Ezután két évvel Laon főesperese lett, majd 1251-ben a pápa fontosabb diplomáciai küldetést bízott rá. Jacques-nak ezúttal Észak-Németországba kellett utaznia, hogy a pápaság által támogatott Hollandiai Vilmos számára sereget toborozzon. Miután sikerrel tért vissza a pápai udvarba, 1253-ban Verdun püspökévé nevezték ki, és 1255-ben Jeruzsálem latin pátriárkája lett. 

A megtisztelő cím elnyerése sok gonddal járt. A Szentföld akkoriban a kereszténység egyik perifériája volt, ahol az iszlám elleni harc körül forgott minden. 1261. május 25-én meghalt IV. Sándor pápa, amelynek hírére Jacques visszatért nyugatra, Viterbóba. A mindössze nyolc bíborosból álló konklávé hosszas vita után végre augusztus 29-én Jeruzsálem pátriárkáját, tehát nem maguk közül egy bíborost, választották meg Szent Péter trónjára. Jacques felvette a IV. Orbán uralkodói nevet, és nekilátott az egyház viszonyainak rendezéséhez.

## A helyes út pontifikátusa

### Az egyházi rend és az itáliai hatalom helyreállítása
Orbán 1261-ben két fontos problémát örökölt elődjeitől. Az egyik Szicília trónjának kérdése volt, amelyet a pápai érdekek a német befolyástól mentesnek akartak látni. Másrészt pedig a pápák korábbi döntésképtelensége miatt megdőlt az egyház itáliai befolyása és közvetlen hatalma. Mint annak idején III. Ince, Orbán is belátta, hogy amennyiben sikeres háborút akar vívni a nemzetközi politika porondján, elsősorban biztos háttérre lesz szüksége. Ezért trónra lépése után nem sokkal nekilátott rendezni a klérus és az egyházi hatalom sorainak rendezését.
Az egyház szervezetét felülről kívánta megreformálni. A döntésképtelen nyolc bíboros mellé alig egy éven belül még tizennégy kardinálist nevezett ki. Ezek közül a legtöbben a már hivatalban lévő bíborosok rokonai voltak, akik mindannyian Orbán pártján álltak. Másrészt sokkal fontosabb, hogy a főpapok között jelentős arányt képviselt ezzel a kiszélesítéssel a francia klérus. Az újabb bíborosok fele francia származású volt. Ez az egyház későbbi történelme során válik különösen fontossá, a francia befolyás megnövekedésének előszele azonban már a Laterán legbelsőbb köreibe jutott. 

Az egyházi szervezet további alakítását híveire bízta, akik Orbán elveit ismerve nekiláttak egyházmegyéjük alakításához. Azonban az egyházi gazdálkodás szerveit Orbán maga kívánta megreformálni. IV. Sándor pontifikátusa után a pápai kincstár drasztikus állapotban volt. A bevételek szigorú behajtása mellett lecserélte az apostoli kamara egész bankárhivatalnokságát, és sienai kereskedőkre bízta a pápaság anyagi helyzetének rendbehozatalát. Rövid időn belül Orbánnak sikerült megfizetnie elődjei tartozásait, és önálló gazdálkodásba kezdhetett.
A pénz birtokában Itáliában nagyon sok mindenre lehetett jutni. Orbán kiváló érzékkel használta az ókori Róma oszd meg és uralkodj elvét, hiszen a császárpárti városokat kiváló diplomáciai érzékkel hangolta egymás ellen. Ehhez leginkább az egyházi átok alóli feloldás volt a legfőbb eszköz. Míg az egyik város bizonyos családjait feloldozta az átok alól, addig másokat továbbra is sújtott vele. A megosztottá tett ghibellinek lassan elveszítették egységüket és így befolyásukat is. Ráadásul Orbán ezzel párhuzamosan építette a guelfek táborát. Saját pártot hozott létre, amelynek irányítása közvetlenül hozzá kapcsolódott. Lombardiában az Este család ismét a pápapárt élére állt, és fegyverrel vívta ki Orbán hatalmának alapjait. Róma városa is ugyanígy végre ismét a pápa közvetlen uralma alá került, azonban Orbán mégsem vonult be az örök városba. A megerősödött hátterű pápaság újra teljes erővel indulhatott harcba céljaiért, nevezetesen a Hohenstaufok szicíliai koronájáért.

### Szicília trónja
A császárok és a pápák évszázados küzdelmének hagyatéka ugyan csak nyomaiban maradt fenn Orbán pontifikátusának idejében, de így is az egyházfő nagy energiáit kötötte le. Az utolsó trónon lévő Hohenstaufen, Manfréd, Szicília régense és királya, II. Frigyes törvénytelen gyermeke volt. A palermói udvar feje az itáliai ghibellinek egyik legbefolyásosabb vezetője volt, kiváltképpen a győztes montaperti csata után, amelyet a guelfek és a ghibellinek vívtak Siena mellett 1260. szeptember 4-én. A győzelem Manfréd elismertségét hozta az egész félszigeten. A becsvágyó uralkodó azonban nagyrészt apja kiválóan kiépített hivatalnokrendszerének és seregének köszönhette sikereit. Manfréd maga nem volt igazán jó stratéga, és ezt Orbán is igyekezett kihasználni.

A pápaság a Hohenstaufok uralmát leginkább azóta támadta, amióta az uralkodói ház házasság révén megszerezte a szicíliai trónt is. Ez azt jelentette, hogy a pápa a két német birtokban lévő királyság közé szorult. Az északi birodalom meggyengülése és anarchiába süllyedése után Róma szeme Szicíliára vetődött, amely az itáliai pápai befolyás legnagyobb gátlója volt. Nem csoda hát, hogy IV. Sándor 1255-ös foggiai csatavesztése után, de már az előtt is az egyházfők mindent elkövettek, hogy elmozdítsák a Hohenstaufokat a déli ország trónjáról. IV. Ince pápa például III. Henrik, angol király másodszülött gyermekének, Edmundnak ajánlotta fel a koronát, de a költséges háborút Anglia nem tudta vállalni.
Orbán éppen ezért körültekintőbb volt, amikor szövetségest keresett Szicília elleni terveihez. Végül IX. Lajos, francia uralkodó udvarába írt levelet, amelyben a király testvérének, Anjou Károlynak ajánlotta fel a trónt. Károly kiváló választás volt, hiszen felesége révén nemcsak Anjou gazdag hercegségét birtokolta, hanem Provence-t is, tehát a pénz nem állhatott a pápa tervének útjába. Emellett Károly bátor és okos hadvezér is volt. Az egyetlen probléma IX. Lajossal volt, aki a békét támogatta a pápa és Manfréd között. Ráadásul Konradin szicíliai koronáját törvényesnek vélte, ezért testvére trónbitorló lenne a királyságban. Orbán tehát nem igen tehetett mást, igyekezett békére törekedni a déli szomszéddal. A békülékeny felszín alatt azonban Orbán nem adta fel Lajos győzködését, amely 1263-ban végül beért. A szent uralkodót egy újabb keresztes háború indításának apropójából lehetett meggyőzni, amelynek kitűnő kiinduló állomása lehetne Szicília. Ráadásul a francia király tudomására jutott, hogy Manfréd szaracén katonákat is seregébe fogad a pápa elleni küzdelemben. Ezért aztán még abban az évben megjelent Károly követe Rómában, ahol titkos szerződésben egyeztek meg Orbán követeivel. Ennek öt fontos pontja volt:
- Az első, hogy Szicíliát soha nem egyesítik a Német-római Birodalommal.
- A szicíliai királynak éves adót kell fizetnie a Szentszéknek.
- Károlynak hűbéresküt kell tennie Orbánnak.
- A szicíliai királynak nem lehet Észak-Itáliában jelentékeny birtoka.
- És végül a trónutódlásba a pápa bármikor beleszólhat.

A szerződés azonban csak lassan haladt a végkifejlet felé, hiszen Orbán valójában csak akkor akarta behívni a francia segítséget, ha már egyértelművé vált, hogy saját erejéből nem tud Manfréd ellen hatásosan fellépni. Ez egészen 1264 májusáig váratott magára. A ghibellinek túlzott előretörésekor Orbán Franciaországba küldte legátusát, Simon de Brion vezetésével, aki megkötötte a szerződést Anjou Károllyal, és egész Franciaországban és Itáliában keresztes háborút hirdetett a szaracénok és Manfréd ellen. Lajos is elrendezte a szerződés rá vonatkozó részét, majd hadat hívott össze 1264 nyarán.
Eközben Orbán helyzete egyre kétségbeejtőbb volt Itáliában. A ghibellin seregek fölénye egyre fenyegetőbb volt. A Patrimonium Petri területén folytak a harcok, és a guelf szövetség hatalmas vereséget szenvedett Luccánál. Szeptember 9-én a császárpárti seregek már Orbánt is veszélyeztették, ezért a pápa Orvietóból Perugiába menekült, ahol meghalt. Orbán tehát nem láthatta szerződésének végeredményét, mégis amit elindított, az a jövőben megváltoztatta Itália politikai térképét.

### Kelet és Nyugat
Orbán pontifikátusának legnagyobb részét a Manfréd elleni küzdelem és az Anjou Károllyal alakuló titkos szerződés útjának egyengetése foglalta le. Emellett csak ritkán avatkozott be más nemzetközi ügybe, de két fontos esetről mégis beszámolnak a krónikák. Az egyik Bizánccal kapcsolatban maradt fenn. 1261-ben VIII. Mihály császár Genovával szövetségre lépve kiűzte Konstantinápolyból a velenceieket, és így ekkor megszűnt a Latin Császárság. Ez azt is jelentette, hogy Konstantinápoly pátriárkai székébe ismét olyan főpap került, aki ellenezte Róma primátusát. Orbán kezdetben megpróbált keresztes háborút indítani a Latin Császárság visszaállítására, de később belátta annak értelmetlenségét. Politikát váltott a visszaállított bizánci udvarral kapcsolatban, és Mihály császár támogatását és segítségét kereste. Orbán kiváló diplomáciai érzékkel alakította a bizánci kapcsolatokat. Egy erős szicíliai királyság Mihály birodalmának sem kedvezett, ezért a pápa hamar közös nevezőt talált Bizánccal. A Manfréd elleni szövetségnek ugyan nem sok valós kihatása volt, mégis 1274-ben elvezetett a lyoni szerződéshez, amelyben Mihály és Orbán az egyházak közelítéséről, majd a két keresztény egyház újraegyesüléséről írtak alá egy tervet. A szerződésnek ugyan később nem lett eredménye, mégis nagyban hozzásegítette a kelet és a nyugat kapcsolatainak rendeződését.
Másrészt Orbán Angliában igyekezett pápai befolyását latba vetni. III. Henrik királynak igen gyakran meggyűlt a baja az angol főnemesekkel, akik a pápa adószedését sem nézték túl jó szemmel. Orbán több legátust is küldött az országba, hogy megerősítse Henrik trónját. Minden pápai levelében megerősítette Henrik jogait, és gyakran kellett elutasítani a király ellen felhozott vádakat. Később felhatalmazta angol követeit, hogy azt a lordot, amely ellenszegül Henriknek, fenyegessék meg egyházi átokkal.
Orbán uralkodása tehát 1264. október 2-án ért véget Perugiában bekövetkezett halálával. Az Úrnapja ünnepének bevezetőjét Perugia katedrálisában helyezték örök nyugalomra.

## Művei
- Documenta Catholica Omnia (latin nyelven). (Hozzáférés: 2011. december 6.)